# Mario Lusiani
Mario Lusiani (* 4. Mai 1903 in Vescovana; † 3. September 1964 in Turin) war ein italienischer Radrennfahrer und Olympiasieger im Radsport.

## Sportliche Laufbahn
Lusiani war Teilnehmer der Olympischen Sommerspiele 1928 in Amsterdam. Mit dem italienischen Vierer gewann er gemeinsam mit Cesare Facciani, Giacomo Gaioni und Luigi Tasselli die Goldmedaille in der Mannschaftsverfolgung.
1927 und von 1930 bis 1931 sowie 1934 bis 1935 startete er zunächst als Unabhängiger und dann als Berufsfahrer im Radsportteam Bianchi. 1921 siegte er im Rennen Piccolo Giro di Lombardia. 1927 gewann er die Coppa Caivano. 1934 wurde er Zweiter im Rennen Milano–Mantova hinter Enrico Bovet.